# Al-Saadi al-Qadhafi
Al-Saadi al-Qadhafi (Arabisch: الساعدي معمر القذافي) (Tripoli, 25 mei 1973) is een Libisch zakenman, voormalig voetballer en de derde zoon van kolonel Moammar al-Qadhafi. Al-Qadhafi was aanvoerder van Libië en werd in 2001, 2002 en 2003 tot Libisch voetballer van het jaar benoemd. Hij speelde voor verschillende Italiaanse clubs in de Serie A en was ook voorzitter van de Libische voetbalbond.

## Voetbalcarrière

### Clubvoetbal
Hij speelde als aanvaller bij Al Ahly Tripoli en Al Ittihad Tripoli. In 2003 vond Al-Qadhafi dat hij na drie seizoenen Libië ontgroeid was, en sprak de wens uit om uit te komen voor Manchester United FC of bij een club uit de Italiaanse Serie A. Om de interesse op te wekken van de Italiaanse clubs, beloofde hij zijn nieuwe werkgever te financieren. Vervolgens bood Perugia Calcio hem een contract aan, waar Al-Qadhafi tekende.
Vlak na zijn komst bij Perugia in 2003 werd hij voor drie maanden geschorst wegens een overtreding van het dopingreglement. In zijn urine werden sporen van nandrolon gevonden. Voor Perugia zou hij in twee seizoenen slechts één competitiewedstrijd spelen, waarin hij als invaller vijftien minuten meedeed. Al-Qadhafi verliet Perugia, inmiddels uitkomend in de Serie B, voor een club die wel uitkwam in de hoogste afdeling: Udinese Calcio.
Voor Udinese zou hij tien minuten spelen als invaller tegen Cagliari Calcio, in een onbelangrijke competitiewedstrijd aan het einde van het seizoen 2005/06. Hij was sindsdien nog één seizoen actief voor UC Sampdoria, maar zou hier geen speelminuten krijgen. Met zijn spel overtuigde hij de meeste critici niet. Deze meenden dat de voetballiefhebbende zoon van de Libische staatshoofd door de macht van zijn vader en het geld uit de olieproductie een surrealistische voetbalcarrière heeft kunnen realiseren.

### Nationaal elftal
Al-Qadhafi was ook aanvoerder van Libië en werd in 2001, 2002 en 2003 tot Libisch voetballer van het jaar benoemd. Hij speelde 18 interlands, waarin hij tweemaal wist te scoren. Hij was ook voorzitter van de Libische voetbalbond.

## Zakenleven
Hij zat in de raad van bestuur van Juventus FC, als vertegenwoordiger van de Libische investeringsmaatschappij. Ook heeft Al-Qadhafi een filmmaatschappij.

## Opstand in Libië; vlucht naar Niger
Tijdens de Opstand in Libië in 2011 was hij commandant. In september, na de val van Tripoli, vluchtte hij naar buurland Niger. Daar stond hij onder huisarrest. De nieuwe Libische autoriteiten vroegen Niger op 11 februari 2012 formeel om zijn uitlevering. Daags ervoor had hij nog in een telefonisch interview met nieuwszender Al-Arabiya gezegd dat hij een nieuwe opstand verwachtte in zijn thuisland en dat hij nog steeds contact had met Qadhafi-getrouwen daar.
Op 6 maart 2014 is hij uiteindelijk uitgeleverd aan Libië. Hij werd naar een gevangenis in de hoofdstad Tripoli gebracht. Zijn advocaat, Nick Kaufman, gaf diezelfde dag in een interview met Christiane Amanpour (CNNI) aan te twijfelen aan de rechtmatigheid van de uitlevering. Hij was door de Nigerese autoriteiten niet geïnformeerd over een lopende uitleveringsprocedure en zei te twijfelen of deze wel had plaatsgevonden. Volgens de autoriteiten zal hij worden behandeld 'in lijn met de internationale wetgeving'. Begin augustus 2015 bracht het Arabische netwerk Clear News een video naar buiten waarop te zien is hoe een kaalgeschoren, geblinddoekte man in een groen trainingspak gedwongen wordt naar de marteling van medegevangenen te luisteren alvorens zelf herhaaldelijk geslagen te worden. Advocate Melinda Taylor verklaarde tegenover RT dat het erop lijkt dat de man op de video Al-Qadhafi is. Nadat hij in 2018 reeds was vrijgesproken van moord op een voetbaltrainer, werd hij in september 2021 vrijgelaten.